# Adeline Software International
Adeline Software — компания-разработчик видеоигр, основанная в феврале 1993 года как дочерняя компания Delphine Software International и располагавшаяся в Лионе, Франция. Команда разработчиков в основном перешла из Infogrames, другой французской компании видеоигр, после разногласий на тему сиквелов бестселлера Alone in the Dark.

## История
В компании работал двадцать один человек, включая художников-графиков, разработчиков и музыкантов. Ядро команды составляли пять человек: Фредерик Рейналь (креативный директор), Яэль Барроз (художник-график), Дидье Шанфре (художественный руководитель), Серж Планьоль (технический директор) и Лоран Сальмерон (ресурс-менеджер).
После выхода Little Big Adventure 2 в 1997 году компания постепенно стала угасать, а в июле основной состав был продан компании Sega, оставив Adeline нефункционирующей дочерней компанией Delphine.
Спустя годы после приостановки деятельности Adeline бренд был возрождён в 2002 году компанией Delphine, на Adeline была возложена ответственность за разработку Moto Racer Advance, выпущенного для Game Boy Advance. Новому составу Adeline также было поручено разработать игру Flashback Legend, продолжение серии Flashback, которая в конечном итоге была отменена в 2003 году. Упразднение Delphine в июле 2004 года ознаменовало собой окончательную ликвидацию Adeline.

## Игры
- Little Big Adventure (1994)
- Time Commando (1996)
- Little Big Adventure 2 (1997)
- Moto Racer Advance (2002)
- Flashback Legend (отменена)